# Ergodična literatura
Ergodična literatura označuje literarna besedila, pri katerih opomenjanju bralec aktivno sodeluje, tako da jih spreminja na ravni, ki presega zgolj različne interpretacije. Bralec aktivno posega v materialnost/medij besedila in s tem določa eno izmed njegovih možnih stanj (za razliko od npr. obračanja strani knjige, ki besedila ne spremeni, v ergodičnem besedilu akcija bralca besedilo dobesedno spreminja). Pojem ergodične literature je prevzet iz fizike in je nastal iz združitve grških pojmov ergon 'delo' in hodos 'pot'. Kiberteksti (besedila s poudarjeno medialnostjo) sestavljajo ergodično literaturo. Delno prekrivna sta še izraza novomedijska književnost in interaktivna literatura.

## Aarsethova teorija
Ergodična literatura je termin, ki ga je definiral norveški teoretik igre Espen J. Aarseth, in označuje literaturo, za katere razumevanje mora  uporabnik nadgraditi tradicionalno vlogo bralca in aktivno sodelovati pri tvorjenju pomena. V ospredju Aarsethove pozornosti je uporabniško aktivno in zavestno krčenje svoje poti skozi nabor možnih poti, ki jih ponuja ergodično literarno delo, in to po pravilih, ki so eksplicitno vpisana vanj kot kibernetični »tekstualni stroj«. Bralčeva dejavnost ni »trivialna«, kot jo razume tradicionalna recepcijska estetika, ki predpostavlja, da je zapis, ki ga z branjem konkretiziramo, fiksiran in vseskozi enak. 
Aarseth je predstavil teorijo o ergodični literaturi v knjigi Cybertext: Perspectives on Ergodic Literature (1997). Pojasnil je, da ergodična literatura ni omejena na določen fizični medij. Trdil je, da noben literarni tekst ni neberljiv, saj ga bralec vedno pripne na svoje izkušnje. Za določitev pojma je bil nujen tudi premislek o neergodični literaturi; v njej bralski sprehod skozi delo ne zahteva zavestnih odločitev, ki bi vplivale na materialnost jezikovnega substrata, na podlagi katerega potem steče hermenevtični
proces branja. Aarsetovha teorija o kibertekstualnosti je spodbudila hipertekstno nelinearno strukturirano ubesedovanje, značilno za utilitaristična ergodična besedila. Branje ergodičnih besedil se razlikuje od kibernetičnega branja po možnosti bralčeve izbire. Aarseth pa poudarja, da je nastajanje in branje nelinearnih besedil v danajšnjih časih zanemarjeno. 
»Zanimivo je opazovati, da celo najbolj entuziastični glasniki nadaljujejo z uporabo linearnih besedil (tako digitalnih kot tiskanih), ko predstavljajo svoje vizije o tem, kako bodo ta nova in boljša besedila spremenila naše bralne navade. Potreba po novi strukturi očitno ne more biti tako velika. Dvomim, da bo nelinearna oblika literature kadar koli dominantno področje umetnosti, o pravem času, v devetdesetih, je bila uspešen eksperiment, hkrati pa tudi tehnološki fetiš, ki je imel težavo obstati.« (Taja Topolovec 2010)

## Kibertekst
Kibertekst je besedilo s poudarjeno medialnostjo. Pravila za razbiranje sporočila so vpisana v besedilo. Kako priti do sporočila, je enako pomembno kot sporočilo samo. Je enota (tudi sinonim za) ergodične literature in označuje elektronska besedila, ki od bralca zahtevajo aktiven in spreminjajoč pristop.  Termin zato ni označen kot literarni žanr, ampak kot perspektiva na tekstualno razgibana besedila. Branje kibernetičnih besedil je - naenkrat - omejeno samo na eno izbiro, ki je dokončna. Teoretiki branja namreč zagovarjajo, da nobeno besedilo ni nelinearno, ko ga beremo. V kibertekst si bralka ali bralec lahko izbere več poti, ki jih nato bere - zavedajoč se, da drugih ne bere.. 
Aarsethov pojem kiberteksta izvira iz kibernetike, vede, ki matematično opisuje in konstruira modele dinamičnih sistemov z lastnostmi, kot so krmiljenje, obdelava in shranjevanje informacij, prilagajanje, samoorganizacija, samoreprodukcija in strateško delovanje. Kibernetika se ne omejuje na računalniško podprto komunikacijo, ampak vključuje krmiljenje organskih in anorganskih sistemov. Razširitev področja je za Aarsetha pomembna, ker umesti polje kibertekstualnosti že v obdobje pred nastopom računalnikov. Primera neračunalniških kibertekstov sta antična kitajska orakeljska besedila I Čing (Knjiga premen) in Raymonda Queneauja Cent Mille Milliards de Poèmes (1961), kjer so strani prerezane vodoravno med vrsticami soneta, da lahko različno kombiniramo verze. Aarsethov uporabnik kiberteksta se bistveno razlikuje od bralca recepcijskih teoretikov.

## Primeri ergodične literature
Ker je pisanje že od nekdaj definirano kot prostorska dejavnost, bi smeli domnevati, da je ergodična literatura na svetu prisotna tako dolgo kot linearno pisanje. Najbolj znana primera ergodičnih pisav sta Egipčanski hieroglifi in kitajska občevalna pisava. Hieroglifi so bili dvodimenzionalno in tridimenzionalno razporejeni po stenah in tako ustvarjali nelinearno zaporedje. 
Občevalna pisava I Čing se je na Kitajskem razvila v prvem tisočletju pred štetjem. Vsebuje 46 znakov, ki skupaj tvorijo dvojno kombinacijo 6 celih ali prekinjenih črtic. Občevalni sistem ponuja več kot 6000 različnih možnosti tvorjenja nelinearnega besedila.
Drugi primeri:
- Guillaume Apollinaire: Caligrammes (1918); Calligrammes (prevod v angleščino, 1980).
- Milorad Pavić: Hazarski besednjak (1984).
- Milorad Pavić: Pokrajina, naslikana s čajem (1988).

## Ergodična literatura na Slovenskem
Leta 2007 je retrospektivna razstava Literarni Algoritmi: Vizualna Poezija (1996–2006) predstavila dela Jaka Železnikarja iz prvega desetletja ustvarjanja. Njen naslov poudarja, da so dela algoritmi, tj. zaporedja natančno določenih operacij, ki pripeljejo do rezultata. Zato se skladajo z računalniškim medijem, hkrati pa so literatura v uveljavljenem pomenu besede. Samo branje novomedijskih literarnih del je algoritmično: vključuje softverske instalacije, rabe vmesnikov, reševanje problemov, napredovanje korak za korakom. Z literarnimi algoritmi piše Železnikar vizualno poezijo. Umetnost ASCII, ki uporablja jezikovne znake za izdelavo grafičnih podob, je primeren medij za generativno vizualno poezijo. Na področje ergodične literature vstopi z delom Interaktivalija (1997), zbirko interaktivne, spletne poezije.
Srečo Dragan je v novomedijsko umetnost prestopil iz praks konceptualne umetnosti. Leta 1992 je naredil prvi digitalni video Arheus, leta 1995 pa je vključil digitalni video Rotas Axis Mundi (1995/96) v spletno interaktivno instalacijo Telepolis. Literarnih vidikov novomedijske umetnosti se je dotaknil v novejših delih iz obdobja 2006–2010. Ti projekti vključujejo verbalno artikulacijo videnega ali kako drugače občutenega, njihov namen pa je pritegniti in hkrati preoblikovati mentalni arhiv obiskovalca. S tega vidika pri Draganu novomedijska literarnost poudarja individualni človeški glas, ki se ohranja v totalni prekonfiguraciji medijske pokrajine v današnjem času. V soavtorstvu z Nušo Dragan je leta 1960 ustvaril prvi umetniški video v Jugoslaviji Belo mleko belih prsi', ki je bil del skupinskega performansa videoinstalacije zaprtega krogotoka.
K razvoju elektronske literature na Slovenskem je prispeval Janez Strehovec. Od leta 1988 kot vodilni raziskovalec sodeluje pri slovenskih in evropskih raziskovalnih projektih, ki se ukvarjajo s kibernetsko umetnostjo, elektronsko literaturo (npr. ELMCIP, HERA) in internetno kulturo. Napisal je osem znanstvenih monografij s področja kulture, digitalne besedilnosti in estetike, ki so bile objavljene v Sloveniji in ZDA. Njegovo najnovejše delo Text as Ride je bilo objavljeno pri založbi West Virginia UP leta 2016. V mednarodnih zbornikih in akademskih revijah objavlja članke v angleščini, ki so prevedeni tudi v druge jezike.